# Konrad von Hirsau

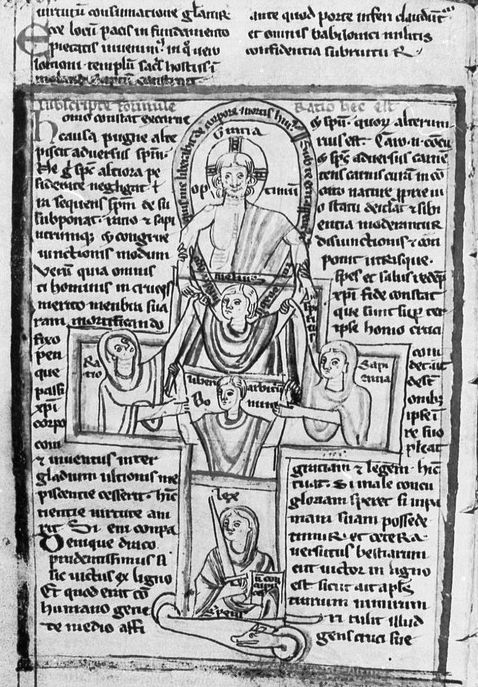
Schaubild Homo constat ex carne von Konrad von Hirsau

Konrad von Hirsau, auch Conradus Hirsaugiensis (* um 1070; † um 1150; ggf. auch später), war ein Philosoph, Dichter und Musiker, der als Benediktinermönch im Kloster Hirsau lebte.

## Leben
Die genauen Geburts- und Sterbedaten von Konrad von Hirsau sind nicht bekannt. Einige Darstellungen verweisen auf einen Zeitraum von 1070 bis 1150, andere Datierungen leiten aus Konrads Altercatio Pauli et Gamalieli, entstanden gegen Ende des 12. Jahrhunderts, ein Sterbedatum um diese Zeit her. Im 12. Jahrhundert wirkte er als Mönch und Lehrer im Kloster Hirsau. Angaben zu seinem Leben stammen aus späterer Zeit, sind somit ebenfalls wenig gesichert. Von seinem Namen ist als Abkürzung die Initiale K (C im lateinischen) sicher überliefert.
Sein Werk besteht durchweg in Lehrschriften und gehören zur monastischen Theologie mit Übernahmen aus der Frühscholastik, die sich auch bei anderen bedeutenden Geistlichen dieser Zeit finden. Konrad von Hirsau orientierte sich an der Schule der Chorherren von St-Victor, insbesondere auch an den Schriften Hugos von St. Viktor. Sein Dialogus super auctores, entstanden in der ersten Hälfte des 12. Jahrhunderts, blieb unvollendet und fand wenig Verbreitung. Der Dialogus führte in die Lektüre antiker und christlicher Autoren ein und rechtfertigte das Studium der artes liberales in der Deutung als christliche Sittenlehre. Der Dialogus de mundi contemptu vel amore zeigt auf, wie ein Priester zum mönchischen Leben bekehrt werden kann. In der Schrift Altercatio Pauli et Gamalielis, die Ende des 12. Jahrhunderts entstand und zunächst ein Streitgespräch über das Gesetz und die Gnade ist, geht über zu einer Darlegung der Hauptlehren des christlichen Glaubens. Mit Hilfe typologischer und moralischer Auslegung bietet sie einen Abriss der Bücher des Alten Testaments und der Evangelien.
Die meisten der Werke sind Entwürfe oder unvollendet. Viele beziehen sich auf jeweils andere Werke und weisen wechselseitige Entlehnungen auf, zudem ist die Chronologie ihrer Entstehung unklar. Unsicher ist die Zuschreibung des Speculum virginum, entstanden in der ersten Hälfte des 12. Jahrhunderts, der Dialog zwischen dem Priester Peregrinus und der Nonne Theodora, in dem Fragen zum klösterlichen Leben und zur Christusnachfolge erörtert werden.

## Schriften
- Dialogus super auctores sive Didascalon
- Dialogus de cruce
- Dialogus de mundi contemptu vel amore
- Altercatio Pauli et Gamalielis
- Speculum virginum (unsicher)
- weitere verlorene Werke